# Dampfbierbrauerei Zwiesel
Die 1. Dampfbierbrauerei Zwiesel ist eine Brauerei in der niederbayerischen Stadt Zwiesel. 2009 hatte sie 14 Mitarbeiter und einen Ausstoß von 16.000 hl.

## Geschichte
1889 gründete Wolfgang Pfeffer die seitdem familiengeführte Brauerei mit der Herstellung von Dampfbier nach eigenem Rezept.
Nachdem sich der Bayerische Wald nicht für den Anbau von Weizen eignete, musste Pfeffer auf Gerste zurückgreifen und aufgrund fehlender Kühlmöglichkeiten ein obergäriges Bier brauen. In den Jahrzehnten nach der Gründung wurde die Produktpalette dem sich ändernden Konsumverhalten angepasst, wobei das ursprüngliche Bier mit der Zeit aus dem Sortiment verschwand. Seit 1989 wird das Dampfbier wieder nach dem Originalrezept eingebraut und in den historischen, tief in den Fels gehauenen Bierkellern gelagert.
Heute leitet Mark Pfeffer die Brauerei bereits in fünfter Generation.

## Produkte
Die Produktpalette umfasst neben dem Dampfbier noch die Biersorten Pfeffer Hell, Schmelzer Hoibe, Fahnenschwinger Export, Hefe Weißbier Hell, Hefe Weißbier dunkel, St. Wolfgang Leichte Weisse, Zwickl-Naturbier, Arber-Spezial, Stanzn Grump Dunkel, Nationalpark Pils und die Saisonbiere Sommertraum, Weihnachtsbock, Silvator und Festbier. Abgefüllt wird sowohl in Kronkorkenflaschen als auch in Bügelflaschen.